# トライナイツ
『トライナイツ』は、GONZO制作の日本のテレビアニメ。2019年7月から10月まで日本テレビ『AnichU』枠ほかにて放送された。
高校ラグビーを題材とするオリジナルアニメで、頭脳派と肉体派の対称的な2人の高校生を中心とする群像劇が描かれる。製作には公益財団法人 日本ラグビーフットボール協会や元ラグビー日本代表の大畑大介が携わっており、大畑はミニコーナー『トライナイツ ラグビーLESSON!』にもキャラクターとして登場する。

## あらすじ
体格に恵まれずラグビーを諦めた過去のある遥馬理久は、進学先の蒼嵐高校で理想的なプレーをする狩矢光を目撃し、思わず的確なアドバイスを出す。プレーが改善された光は、より高みを目指すために理久を勧誘し、理久もまた、燻っていたラグビーに対する情熱を指摘されたことで、ラグビー部へと入部する。

## 登場人物
声の項はテレビアニメ版の声優。

### 蒼嵐高校
遥馬理久（はるま りく）
声 - 阪本奨悟、田中貴子（幼少期）
本作の主人公。1年生。持ち前のタクティクスを活かした頭脳プレーを得意とし、感覚派の光に手を焼きながらも、彼にフィジカルを最大限まで活かしたプレーを考案する。
狩矢光（かりや あきら）
声 - KENN
本作のもう1人の主人公。1年生。圧倒的なフィジカルと優れた反射神経の持ち主。灘を倒すためのスキルを磨くために、理久をラグビーの世界に引き戻す。
宝立友未（ほうりゅう ともみ）
声 - 前田誠二
1年生。中学まではバレーボール部に所属しており、チームプレイの重要性を理解している。
冬原灯利（ふゆはら とうり）
声 - 寺島拓篤
ラグビー部キャプテン。2年生。ポジションはスクラムハーフ。
蘭堂槍也（らんどう そうや）
声 - 天﨑滉平
ラグビー部副キャプテン。2年生。ポジションはウイング。
小熊景太（おぐま けいた）
声 - 高橋英則
2年生。ポジションはプロップ。
翔谷・ピアーズ・ヴァレンタイン（しょうたに・ピアーズ・ヴァレンタイン）
声 - 森嶋秀太
1年生。複数の運動部に顔を出して試合を勝利に導く助っ人稼業をしている。口癖は「enjoy & excite!（たのしくやろーぜ！）」。
灘誠一郎（なだ せいいちろう）
声 - 中島ヨシキ
生徒副会長を務める3年生。ラグビー部のキャプテンだったが、赤麗高校に大敗したことが切っ掛けで、ほかの同級生と共に退部した過去がある。

### 赤麗高校
朝宮 怜皇（あさみや れお）
声 - 佐藤拓也
ラグビー部一軍のキャプテンにして、理久の実兄。日本高校ラグビー界でトップクラスの実力をもち、「紅帝（こうてい）」の異名をもつ。
片城 雪也（かたしろ せつや）
声 - 浦田わたる
駿河 暁臣（するが あきおみ）
声 - 福井巴也

### 黄ノ坂高校
有村 凛斗（ありむら りんと）
声 - 堀江瞬
天河 将吾（てんかわ しょうご）
声 - 石谷春貴

## スタッフ
- 原作 - TRY KNIGHTS UNION[7]
- キャラクター原案 - 宝井理人[7]
- シナリオ原案 - 矢野俊策[8]
- 監督 - 佐々木勅嘉[8]
- シリーズ構成 - たかだ誠[8]
- キャラクターデザイン - そらもとかん[8]
- プロップデザイン - 清水美穂[8]
- 色彩設計 - 近藤直登[8]
- 美術監督 - 中原英統[8]
- 撮影監督・編集 - 堀川和人[8]
- 音響監督 - 納谷僚介[8]
- 音響効果 - 野崎博樹[8]
- 音響制作 - スタジオマウス[8]
- 音楽 - R・O・N[8]
- 監修 - 大畑大介[8]
- 音楽プロデューサー - 千石一成、髙谷楓
- プロデューサー - 佐々木まりな、榮龍太朗、嵯峨隼人、中尾祐子、中川岳、沢野麻由美、森井巧、日比政広
- クリエイティブプロデューサー - 座間淳平
- アニメーションプロデューサー - 石原直樹
- アニメーション制作 - GONZO[2]
- アニメーション制作協力 - アニメーションスタジオ・セブン
- 協力 - 公益財団法人 日本ラグビーフットボール協会[2]
- 製作委員会 - 日本テレビ、バップ、電通、ブシロード、グッドスマイルカンパニー、A-Sketch、KADOKAWA、ドコモ・アニメストア
- 製作 - 蒼嵐高校ラグビー部

## 主題歌
オープニングテーマ「無限のトライ」
作詞・作曲・歌 - 阪本奨悟 / 編曲 - 大石昌良、奈良悠樹
エンディングテーマ「模様」
作詞・作曲 - 寺口宣明 / 編曲 - トオミヨウ / 歌 - Ivy to Fraudulent Game

## 各話リスト
| 話数   | サブタイトル             | 脚本     | 絵コンテ            | 演出              | 作画監督 | 総作画監督   |
| ------ | ------------------------ | -------- | ------------------- | ----------------- | --- | ------------ |
| 第1話  | 月と太陽                 | たかだ誠 | 佐々木勅嘉          | 佐々木勅嘉        | そらもとかん 皆川愛香利 | -            |
| 第2話  | フィジカルとタクティクス | 小林亮介 | 佐々木勅嘉 馬場竜一 | Cho Yongju        | Kim Giyeop Park Sangwon Maeng Seunggi Cho Yongju                                                                            | そらもとかん |
| 第3話  | 過去と未来               | たかだ誠 | 髙原直介            | 髙原直介          | KANG CHI GUN KWACK NOH SOO                                                                                                  | 皆川愛香利   |
| 第4話  | 挫折と克服               | たかだ誠 | 半田大貴            | Hwang Youngsik    | Hwang Youngsik Kim Jiyoung Song Jinyoung Ahn Seok                                                                           | そらもとかん |
| 第5話  | 反抗と誓い               | 小林亮介 | 名村英敏            | KWACK NOH SOO     | KANG CHI GUN KWACK NOH SOO                                                                                                  | そらもとかん |
| 第6話  | 清爽と葛藤               | たかだ誠 | 山本恭平            | 山本恭平          | 三関宏幸 野沢弘樹 吉田肇 竹内一将 菊地シュンスケ 山本雄貴                                                                   | そらもとかん |
| 第7話  | 狂暴と伏兵               | 小林亮介 | 名村英敏            | 寒竹清隆 布施康之 | Cho Yongju An Seok Song Jinyeong                                                                                            | 皆川愛香利   |
| 第8話  | ラグビーとチェス         | 小林亮介 | 半田大貴            | KWACK NOH SOO     | KANG CHI GUN KWACK NOH SOO                                                                                                  | そらもとかん |
| 第9話  | 駒と仲間                 | たかだ誠 | 名村英敏            | Hwang Youngsik    | Hwang Youngsik Kim Myoungsim Ahn Seok                                                                                       | 皆川愛香利   |
| 第10話 | 蒼嵐と赤麗               | 小林亮介 | 髙原直介            | KWACK NOH SOO     | KANG CHI GUN KWACK NOH SOO                                                                                                  | そらもとかん |
| 第11話 | 信用と信頼               | たかだ誠 | 玉田博              | 布施康之 寒竹清隆 | Song Jinyeong Kim Myoungsim Cho Yongju                                                                                      | そらもとかん |
| 第12話 | 弟と兄                   | たかだ誠 | 佐々木勅嘉          | にしづきあらた    | 中川貴裕 田中淳次 水谷剛徳 三関宏幸 清水美穂 野沢弘樹 菊地シュンスケ 竹内一将 長尾浩生 小原和大 いまざきいつき そらもとかん | そらもとかん |

## 放送局
| 放送期間                 | 放送時間                     | 放送局         | 対象地域   | 備考                        |
| ------------------------ | ---------------------------- | -------------- | ---------- | --------------------------- |
| 2019年7月31日 - 10月16日 | 水曜 1:29 - 1:59（火曜深夜） | 日本テレビ     | 関東広域圏 | 製作参加 / 『AnichU』前半枠 |
| 2019年8月4日 - 10月20日  | 日曜 2:09 - 2:39（土曜深夜） | 中京テレビ     | 中京広域圏 | 『チュッキョアニメ』枠      |
| 2019年8月5日 - 10月21日  | 月曜 1:25 - 1:55（日曜深夜） | ミヤギテレビ   | 宮城県     |                             |
| 2019年8月7日 - 10月23日  | 水曜 1:29 - 1:59（火曜深夜） | 熊本県民テレビ | 熊本県     |                             |
|                          | 水曜 1:59 - 2:29（火曜深夜） | 広島テレビ     | 広島県     |                             |
| 2019年8月8日 - 10月24日  | 木曜 1:34 - 2:04（水曜深夜） | 札幌テレビ     | 北海道     |                             |
|                          | 木曜 2:06 - 2:36（水曜深夜） | 読売テレビ     | 近畿広域圏 | 『水曜スターナイト』枠      |
|                          | 木曜 2:29 - 2:59（水曜深夜） | テレビ大分     | 大分県     |                             |
| 2019年8月9日 - 10月25日  | 金曜 2:04 - 2:34（木曜深夜） | 静岡第一テレビ | 静岡県     |                             |
|                          | 金曜 2:10 - 2:40（木曜深夜） | 福岡放送       | 福岡県     |                             |
| 2019年8月11日 - 11月3日  | 日曜 1:30 - 2:00（土曜深夜） | テレビ新潟     | 新潟県     |                             |
|                          | 日曜 2:20 - 2:50（土曜深夜） | 福島中央テレビ | 福島県     |                             |
| 2019年8月12日 - 10月28日 | 月曜 1:25 - 1:55（日曜深夜） | 長崎国際テレビ | 長崎県     |                             |
| 2019年8月14日 - 10月30日 | 水曜 1:29 - 1:59（火曜深夜） | 北日本放送     | 富山県     |                             |
| 2019年8月15日 -          | 木曜 1:24 - 1:54（水曜深夜） | テレビ岩手     | 岩手県     |                             |
| 2019年9月1日 - 11月17日  | 日曜 8:00 - 8:30             | 日テレプラス   | 日本全域   | CS放送                      |
| 2019年9月6日 - 11月22日  | 金曜 1:44 - 2:14（木曜深夜） | テレビ信州     | 長野県     |                             |
| 2019年10月1日 - 12月24日 | 火曜 23:30 - 翌 0:00         | BS日テレ       | 日本全域   | BS放送                      |
| 2019年10月19日 -         | 土曜 1:56 - 2:26（金曜深夜） | 青森放送       | 青森県     |                             |

※テレビ新潟・福島中央テレビは、24時間テレビの放送と被ったため1週遅れとなっている。また、中京テレビは8月24日は、放送休止して、翌週8月31日に2話連続放送している。
| 配信期間        | 配信時間        | 配信サイト |
| --------------- | --------------- | --- |
| 2019年7月31日 - | 水曜 2:05 更新  | Hulu dアニメストア |
| 2019年8月3日 -  | 土曜 12:00 更新 | 日テレ無料 TVer GYAO! U-NEXT アニメ放題 ニコニコ動画 J:COMオンデマンド ビデオパス みるプラス ひかりTV バンダイチャンネル あにてれ Rakuten TV TSUTAYA TV ビデオマーケット DMM.com HAPPY!動画 Amazonビデオ ムービーフルPlus Google Play |

## BD
2020年1月22日に全12話を収録したBlu-ray BOX (VPXY-71787) が発売された。

## 漫画
アニメ放送に先がけて、『月刊コミックジーン』（KADOKAWA）にて2018年7月号より2019年9月号まで連載。作画は衿沢千束。
- 矢野俊策（シナリオ）、TRY KNIGHTS UNION（原案）、宝井理人（キャラクター原案）、衿沢千束（漫画）『トライナイツ』 KADOKAWA〈MFコミックス ジーンシリーズ〉、全3巻
  1. 2019年3月27日発売[15]、ISBN 978-4-04-065188-0
  2. 2019年3月27日発売[16]、ISBN 978-4-04-065581-9
  3. 2019年8月27日発売[17]、ISBN 978-4-04-065816-2